# Klemens Resch
Klemens Resch (* 23. Januar 1989) ist ein österreichischer Politiker der Freiheitlichen Partei Österreichs (FPÖ). Seit dem 10. Juni 2025 ist er Abgeordneter zum Wiener Landtag und Mitglied des Wiener Gemeinderates.

## Leben

### Ausbildung und Beruf
Klemens Resch besuchte das Gymnasium Neulandschule und studierte Rechtswissenschaften an der Universität Wien. Er absolvierte ein Praktikum im Europäischen Parlament und war in einer Wiener Rechtsanwaltskanzlei tätig. Ab 2009 spielte er Fußball beim DSG Elite 05. Sein Bruder ist der ÖVP-Politiker Daniel Resch.

### Politik
Resch gehörte ab 2015 als Bezirksrat der Bezirksvertretung in Wien-Döbling an, wo er 2018 FPÖ-Klubobmann und 2020 geschäftsführender FPÖ-Bezirksparteiobmann wurde. Im Landtags- und Gemeinderatsklub der Wiener Freiheitlichen fungierte er als Referent und Klubdirektor-Stellvertreter.
Nach der Landtags- und Gemeinderatswahl in Wien 2025 wurde er in der konstituierenden Sitzung der 22. Wahlperiode am 10. Juni 2025 als Abgeordneter zum Wiener Landtag und Gemeinderat angelobt. Dort wurde er Mitglied im Gemeinderatsausschuss für Stadtentwicklung, Mobilität und Wiener Stadtwerke sowie Schriftführer im Gemeinderat und Landtag.